# Suspensió de la pena
La suspensió de la pena en el dret penal és el cessament, temporal o condicional, de l'aplicació d'una pena greu a una persona que ha estat condemnada per un delicte. Generalment, els motius que porten a una possible suspensió de la pensa poden ser de diversos tipus, i dependrà de la voluntat del legislador. La pena capital, per exemple, és habitual que se suspengui per motius processals, vist que la seva aplicació faria inútil qualsevol intent de revisió de la legalitat de la condemna.